# Jeanvoinea annulipes
Jeanvoinea annulipes är en skalbaggsart som beskrevs av Maurice Pic 1934. Jeanvoinea annulipes ingår i släktet Jeanvoinea och familjen långhorningar. Inga underarter finns listade i Catalogue of Life.